# 祭国
祭国，是中国历史上西周到春秋时期的一个小型诸侯国。姬姓，始封之君是周公旦之子。建都在今河南省长垣市，后遷都河南省郑州市東北25公里的祭城，亡于鄭國，後人為祭氏。
鄭國有名臣祭仲。擔任周穆王卿士的祭公謀父。